# Населення Островів Теркс і Кайкос
Населення Островів Теркс і Кайкос. Чисельність населення країни 2015 року становила 50,5 тис. осіб (211-те місце у світі). Чисельність остров'ян стрімко збільшується, народжуваність 2015 року становила 16,13 ‰ (119-те місце у світі), смертність — 3,1 ‰ (220-те місце у світі), природний приріст — 2,3 % (35-те місце у світі) . 

## Природний рух

### Відтворення
Народжуваність на Островах Теркс і Кайкос, станом на 2015 рік, дорівнює 16,13 ‰ (119-те місце у світі). Коефіцієнт потенційної народжуваності 2015 року становив 1,7 дитини на одну жінку (172-ге місце у світі).
Смертність на Островах Теркс і Кайкос 2015 року становила 3,1 ‰ (220-те місце у світі).
Природний приріст населення в країні 2015 року становив 2,3 % (35-те місце у світі).

### Вікова структура

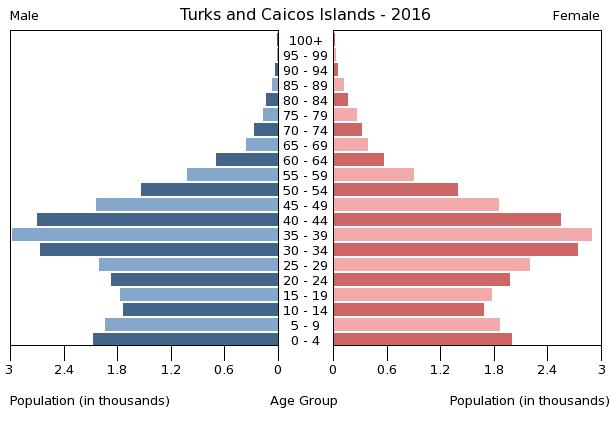
Віково-статева піраміда населення Островів Теркс і Кайкос, 2016 рік

Середній вік населення Островів Теркс і Кайкос становить 32,9 року (92-ге місце у світі): для чоловіків — 33,2, для жінок — 32,5 року. Очікувана середня тривалість життя 2015 року становила 79,69 року (42-ге місце у світі), для чоловіків — 76,94 року, для жінок — 82,57 року.
Вікова структура населення островів Теркс і Кайкос, станом на 2015 рік, мала такий вигляд:
- діти віком до 14 років — 22,01 % (5637 чоловіків, 5429 жінок);
- молодь віком 15—24 роки — 14,64 % (3614 чоловіків, 3748 жінок);
- дорослі віком 25—54 роки — 53,37 % (13 598 чоловіків, 13 238 жінок);
- особи передпохилого віку (55—64 роки) — 5,7 % (1558 чоловіків, 1309 жінок);
- особи похилого віку (65 років і старіші) — 4,27 % (958 чоловіків, 1191 жінка)[1].

## Розселення
Густота населення країни 2015 року становила 36,1 особи/км² (149-те місце у світі). Лише 8 з 30 островів населені. Найбільш населений острів — Провіденсіалес, найгустіше — Гранд-Терк.

### Урбанізація
Острови Теркс і Кайкос надзвичайно урбанізована країна. Рівень урбанізованості становить 92,2 % населення країни (станом на 2015 рік), темпи зростання частки міського населення — 2,48 % (оцінка тренду за 2010—2015 роки).
Головні міста країни: Коберн-Таун (столиця) — 5,0 тис. осіб (дані за 2014 рік).

### Міграції
Річний рівень імміграції 2015 року становив 9,94 ‰ (10-те місце у світі). Цей показник не враховує різниці між законними і незаконними мігрантами, між біженцями, трудовими мігрантами та іншими. Острови слугують як кінцевим, так і транзитним пунктом незаконної міграції з Гаїті на шляху до Багамських Островів і США.

## Расово-етнічний склад
| Етнічний склад (2006 рік) | Етнічний склад (2006 рік) | Етнічний склад (2006 рік) | Етнічний склад (2006 рік) | Етнічний склад (2006 рік) |
| ------------------------- | ------------------------- | ------------------------- | ------------------------- | ------------------------- |
| Етнос:                    |                           |                           | Відсоток:                 |                           |
| темношкірі                | темношкірі                |                           | 87.6%                     | 87.6%                     |
| білі                      | білі                      |                           | 7.9%                      | 7.9%                      |
| мішаного походження       | мішаного походження       |                           | 2.5%                      | 2.5%                      |
| індійці                   | індійці                   |                           | 1.3%                      | 1.3%                      |
| інші                      | інші                      |                           | 0.7%                      | 0.7%                      |

Головні етноси країни: темношкірі — 87,6 %, білі — 7,9 %, мішаного походження — 2,5 %, індійці — 1,3 %, інші — 0,7 % населення (оціночні дані за 2006).

## Мови
| Мови Островів Теркс і Кайкос (2015 рік) | Мови Островів Теркс і Кайкос (2015 рік) | Мови Островів Теркс і Кайкос (2015 рік) | Мови Островів Теркс і Кайкос (2015 рік) | Мови Островів Теркс і Кайкос (2015 рік) |
| --------------------------------------- | --------------------------------------- | --------------------------------------- | --------------------------------------- | --------------------------------------- |
| Мова:                                   |                                         |                                         | Відсоток:                               |                                         |
| англійська                              | англійська                              |                                         | 100%                                    | 100%                                    |

Офіційна мова: англійська.

## Релігії
| Релігії на Островах Теркс і Кайкос (2015 рік) | Релігії на Островах Теркс і Кайкос (2015 рік) | Релігії на Островах Теркс і Кайкос (2015 рік) | Релігії на Островах Теркс і Кайкос (2015 рік) | Релігії на Островах Теркс і Кайкос (2015 рік) |
| --------------------------------------------- | --------------------------------------------- | --------------------------------------------- | --------------------------------------------- | --------------------------------------------- |
| Віросповідання:                               |                                               |                                               | Відсоток:                                     |                                               |
| протестанти                                   | протестанти                                   |                                               | 72.8%                                         | 72.8%                                         |
| католики                                      | католики                                      |                                               | 11.4%                                         | 11.4%                                         |
| свідки Єгови                                  | свідки Єгови                                  |                                               | 1.8%                                          | 1.8%                                          |
| інші                                          | інші                                          |                                               | 14%                                           | 14%                                           |

Головні релігії й вірування, які сповідує, і конфесії та церковні організації, до яких відносить себе населення країни: протестантизм — 72,8 % (баптизм — 35,8 %, Церква Бога — 11,7 %, англіканство — 10 %, методизм — 9,3 %, адвентизм — 6 %), римо-католицтво — 11,4 %, Свідки Єгови — 1,8 %, інші — 14 % (станом на 2015 рік).

## Освіта
Рівень письменності 2015 року становив 99 % дорослого населення (віком від 15 років): 99 % — серед чоловіків, 99 % — серед жінок.
Державні витрати на освіту становлять 3,3 % ВВП країни, станом на 2015 рік.

## Охорона здоров'я
Смертність немовлят до 1 року, станом на 2015 рік, становила 10,65 ‰ (130-те місце у світі); хлопчиків — 13,29 ‰, дівчаток — 7,88 ‰.

### Захворювання
Станом на серпень 2016 року в країні зареєстровано випадки зараження вірусом Зіка через укуси комарів Aedes, переливання крові, статевим шляхом, під час вагітності.
Кількість хворих на СНІД невідома, дані про відсоток інфікованого населення в репродуктивному віці 15—49 років відсутні. Дані про кількість смертей від цієї хвороби за 2014 рік відсутні. Відсоток забезпеченості населення доступом до облаштованого водовідведення (каналізація, септик): у містах — 81,4 %, в сільській місцевості — 81,4 %, загалом по країні — 81,4 % (станом на 2015 рік).

## Соціально-економічне становище
Дані про відсоток населення країни, що перебуває за межею бідності, відсутні. Дані про розподіл доходів домогосподарств у країні відсутні.
Рівень проникнення інтернет-технологій середній.

### Трудові ресурси
Загальні трудові ресурси 2012 року становили 4,87 тис. осіб (221-ше місце у світі). Зайнятість економічно активного населення у господарстві країни розподіляється таким чином: урядові структури — 33 %; сільське господарство, риболовля — 20 %; туризм, фінанси, інші сфери послуг — 47 %. Безробіття 1997 року дорівнювало 10 % працездатного населення (117-те місце у світі).

## Кримінал

### Наркотики

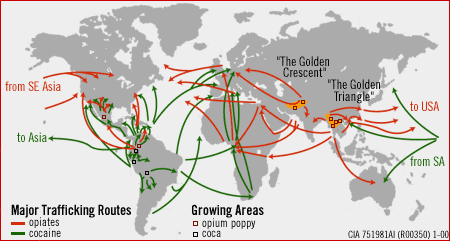
Світові маршрути наркотрафіку

Перевантажний пункт для південноамериканських наркотиків, що прямують до США і Європи.

## Гендерний стан
Статеве співвідношення (оцінка 2015 року):
- при народженні — 1,05 особи чоловічої статі на 1 особу жіночої;
- у віці до 14 років — 1,04 особи чоловічої статі на 1 особу жіночої;
- у віці 15—24 років — 0,96 особи чоловічої статі на 1 особу жіночої;
- у віці 25—54 років — 1,03 особи чоловічої статі на 1 особу жіночої;
- у віці 55—64 років — 1,19 особи чоловічої статі на 1 особу жіночої;
- у віці за 64 роки — 0,8 особи чоловічої статі на 1 особу жіночої;
- загалом — 1,02 особи чоловічої статі на 1 особу жіночої[1].

## Демографічні дослідження
Демографічні дослідження в країні ведуться рядом державних і наукових установ Великої Британії, місцевим урядом:
- Управління економічного планування і статистики (англ. Department of Economic Planning and Statistics Turks and Caicos Islands; DEPS).

### Українською
- Атлас. 10—11 клас. Економічна і соціальна географія світу / упорядники :  О. Я. Скуратович, Н. І. Чанцева. — К. : ДНВП «Картографія», 2010. — ISBN 978-966-475-639-3.
- Атлас світу / голов. ред. І. С. Руденко ; зав. ред. В. В. Радченко ; відп. ред. О. В. Вакуленко. — К. : ДНВП «Картографія», 2005. — 336 с. — ISBN 9666315467.
- Безуглий В. В. Економічна і соціальна географія зарубіжних країн : Навчальний посібник. — К. : ВЦ «Академія», 2007. — 704 с. — ISBN 978-966-580-239-6.
- Безуглий В. В., Козинець С. В. Регіональна економічна і соціальна географія світу : Навчальний посібник. — видання 2-ге, доп., перероб. — К. : ВЦ «Академія», 2007. — 688 с. — ISBN 966-580-144-9.
- Головченко В. І., Кравчук О. Країнознавство: Азія, Африка, Латинська Америка, Австралія і Океанія. — К., 2006. — 335 с. — ISBN 966-8939-04-2.
- Гудзеляк І. І. Географія населення: Навчальний посібник / І. Гудзеляк. — Л. : Видавничий центр ЛНУ імені Івана Франка, 2008. — 232 с. — ISBN 978-966-613-599-8.
- Дахно І. І. Країни світу: Енциклопедичний довідник / І. І. Дахно, С. М. Тимофієв. — К. : Мапа, 2011. — 606 с. — (Бібліотека нового українця) — ISBN 978-966-8804-23-6.
- Дахно І. І. Економічна географія зарубіжних країн : навчальний посібник. — К. : Центр учбової літератури, 2014. — 319 с. — ISBN 978-611-01-0682-5.
- Джаман В. О. Регіональні системи розселення: демографічні аспекти. — Чернівці : Рута, 2003. — 392 с. — ISBN 9665685988.
- Дорошенко Л. С. Демографія: Навчальний посібник. — К. : МАУП, 2005. — 112 с. — ISBN 966-608-442-2.
- Дубович І. А. Країнознавчий словник-довідник. — 5-те вид., перероб. і доп. — К. : Знання, 2008. — 839 с. — ISBN 978-966-346-330-8.
- Економічна і соціальна географія країн світу. Навчальний посібник / За ред. Кузика С. П. — Л. : Світ, 2002. — 672 с. — ISBN 966-603-178-7.
- Загальна медична географія світу / В. О. Шевченко [та ін.] — К. : [б.в.], 1998. — 178 с.
- Книш М. М., Мамчур О. І. Регіональна економічна і соціальна географія світу (Латинська Америка та Карибські країни, Африка, Азія, Океанія) : навч. посіб. — Л. : ЛНУ ім. Івана Франка, 2013. — 368 с. — ISBN 978-617-10-0007-0.
- Крисаченко В. С. Динаміка населення: Популяційні, етнічні та глобальні виміри. — К. : Видавництво Національного інституту стратегічних досліджень, 2005. — 368 с. — ISBN 966-554-083-1.
- Кузик С. П., Книш М. М. Економічна і соціальна географія країн Америки : навч. посіб. — Л. : ЛНУ ім. Івана Франка, 1999. — 299 с. — ISBN 966-613-026-2.
- Любіцева О. О., Мезенцев К. В., Павлов С. В. Географія релігій. — К. : АртЕК, 1999. — 504 с. — ISBN 966-505-006-0.
- Масляк П. О. Країнознавство. — К. : Знання, 2007. — 292 с. — (Вища освіта XXI століття)
- Масляк П. О., Дахно І. І. Економічна і соціальна географія світу / П. О. Масляк, І. І. Дахно ; за ред. П. О. Масляка. — К. : Вежа, 2003. — 280 с. — ISBN 966-7091-53-8.

### Російською
- (рос.) Теркс и Кайкос // Демографический энциклопедический словарь / главн. ред. Валентей Д. И. — М. : Советская энциклопедия, 1985. — 608 с.
- (рос.) Теркс и Кайкос // Латинская Америка. Энциклопедический справочник [в 2-х тт.] / Главный редактор В. В. Вольский. — М. : Советская энциклопедия, 1982. — Т. 2. К-Я. — 656 с.
- (рос.) Теркс и Кайкос острова // Страны и народы. Америка. Общий обзор Латинской Америки. Средняя Америка / Редкол. : отв. ред. В. В. Вольский, Я. Г. Машбиц и др. — М. : «Мысль», 1981. — 333 с. — (Страны и народы) — 180 тис. прим.
- (рос.) Атлас народов мира / Отв. ред. С. И. Брук и В. С. Апенченко. — М. : ГУГК ГГК СССР и Институт этнографии им. Н. Н. Миклухо-Маклая АН СССР, 1964. — 185 с. — 20 тис. прим.
- (рос.) Численность и расселение народов мира. Этнографические очерки / под ред. С. И. Брука. — М. : Издательство АН СССР, 1962. — 487 с.
- (рос.) Лаппо Г. М. География городов: Учебное пособие для географических факультетов вузов. — М. : Туманит, изд. центр ВЛАДОС, 1997. — 476 с. — ISBN 5-691-00047-0.
- (рос.) Ягельский А. География населения. — М. : Прогресс, 1980. — 383 с.